# Andrej (Tarasov)
Andrej (světským jménem: Andrej Sergejevič Tarasov; * 19. července 1975, Tomsk) je ruský duchovní Ruské pravoslavné církve a emeritní biskup rossošský a ostrogožský.

## Život
Narodil se 19. července 1975 v Tomsku.
Roku 1992 nastoupil na Moskevský duchovní seminář. Roku 1995 byl poslán do barnaulské eparchie.
Dne 28. října 1995 jej biskup barnaulský Antonij (Masendyč) rukopoložil na diákona a 30. října na jereje. Od 1. listopadu 1995 byl ključarem katedrálního chrámu Pokrova přesvaté Bohorodice v Barnaulu.
Dne 7. března 1996 byl postřižen na monacha se jménem Andrej na počest svatého apoštola Ondřeje.
Dne 25. května 1996 se stal duchovním Barnaulského duchovního učiliště. Stejného roku dokončili seminář.
Od 22. dubna 1997 byl předsedou oddělení charitativní a sociální služby eparchie.
Roku 1998 byl povýšen na igumena a jmenován sekretařem eparchie. Od 22. prosince působil jako sekretář duchovního učiliště.
Dne 20. října 1999 byl jmenován předsedou oddělení náboženského vzdělávání a katecheze, a 28. října prorektorem učiliště pro výchovu.
Roku 2000 dokončil Moskevskou duchovní akademii.
Od 1. listopadu 2001 do 4. března 2002 byl představeným chrámu svatého Jana Bohoslova v Barnaulu. Poté se stal ekonomem eparchiální správy.
Dne 1. července 2003 byl přijat do kléru voroněžské eparchie. Stal se představeným katedrálního chrámu Pokrova přesvaté Bohorodice ve Voroněži. Od 7. července byl sekretářem eparchie.
Dne 30. dubna 2005 byl povýšen na archimandritu.
Roku 2009 nastoupil na katedru kanonického práva Celocírkevního postgraduálního a doktorského studia svatých Cyrila a Metoděje. Studoval též angličtinu na Oxfordské univerzitě.
Dne 23. října 2009 byl jmenován představeným katedrálního chrámu Zvěstování ve Voroněži.
Dne 27. července 2011 jej Svatý synod zvolil biskupem ostrogožským a vikářem voroněžské eparchie.
Dne 17. září 2011 byl oficiálně jmenován biskupem a následující den proběhla jeho biskupská chirotonie. Hlavním světitelem byl patriarcha moskevský a celé Rusi Kirill.
Dne 26. prosince 2013 byl v souvislosti se zřízením rossošské eparchie jmenován jejím biskupem.
Dne 25. srpna 2020 byl penzionován. Jako místo pobytu mu bylo určeno město Voroněž.